# Фудбалски стадион у Сиднеју (2022)
Фудбалски стадион у Сиднеју (енгл. Sydney Football Stadium (2022)) је фудбалски стадион у „Мур Парку”, предграђу Сиднеја, Нови Јужни Велс, Аустралија. Фудбалски стадион у Сиднеју, комерцијално познат као „стадион Алајанц”.  Изграђен као замена за оригинални фудбалски стадион у Сиднеју, званично је отворен 28. августа 2022. Главни закупци терена су Сиднеј рустерси, из Националне рагби лиге, Варатса из Новог Јужног Велса из Супер Рагбија и ФК Сиднеја из А-лиге за мушкарце. Користиће се као једно од места одржавања ФИФА Светског првенства у фудбалу за жене 2023. и Светског првенства у рагбију 2027. године.

## Историја стадиона
У октобру 2018. године Влада Новог Јужног Велса објавила је планове да нови стадион замени оригинални фудбалски стадион у Сиднеју. У децембру 2018. „компанија Лендлиз” је именована за изградњу стадиона. Првобитно је планирано да изградња почне 2019. године и да се заврши 2022. године. Влада је у јулу 2019. године отказала грађевински део Лендлеасе уговора, а компаније „Џон Холанд” и „Мултиплекс” су ушли у ужи избор за понуду за уговор. Укупни трошкови изградње овог стадиона били су 828 милиона аустралских долара. У децембру 2019. Џон Холанд је добио уговор о изградњи од 735 милиона долара, што представља повећање од 99 милиона долара у првобитном буџету за рушење и изградњу. Стадион је завршен и отворен 28. августа 2022. године. Аустралијски певач Гај Себастијан је наступио на отварању 28. августа 2022. након бесплатног дана „отворених врата заједнице”. Бруно Марс је одржао два концерта 14. и 15. октобра 2022. године. Сер Елтон Џон је извео два наступа на својој глобалној опроштајној турнеји „Farewell Yellow Brick Road” на овом стадиону 17. и 18. јануара 2023. године. 

## Утакмице ФИФА Светског првенства за жене 2023
| Датум           | Тим #1           | Резултат | Тим #2                 | коло          | Посета |
| --------------- | ---------------- | -------- | ---------------------- | ------------- | ------ |
| 23. јул 2023.   | Француска        | 0 : 0    | Јамајка                | Групна фаза   | 39.045 |
| 25. јул 2023.   | Колумбија        | 2 : 0    | Јужна Кореја           | Групна фаза   | 24.323 |
| 28. јул 2023.   | Енглеска         |          | Данска                 | Групна фаза   |        |
| 30. јул 2023.   | Немачка          |          | Колумбија              | Групна фаза   |        |
| 2. август 2023. | Панама           |          | Француска              | Групна фаза   |        |
| 6. август 2023. | Победник групе Е |          | Другопласиране групе Г | Осмина финала |        |